# Rougion

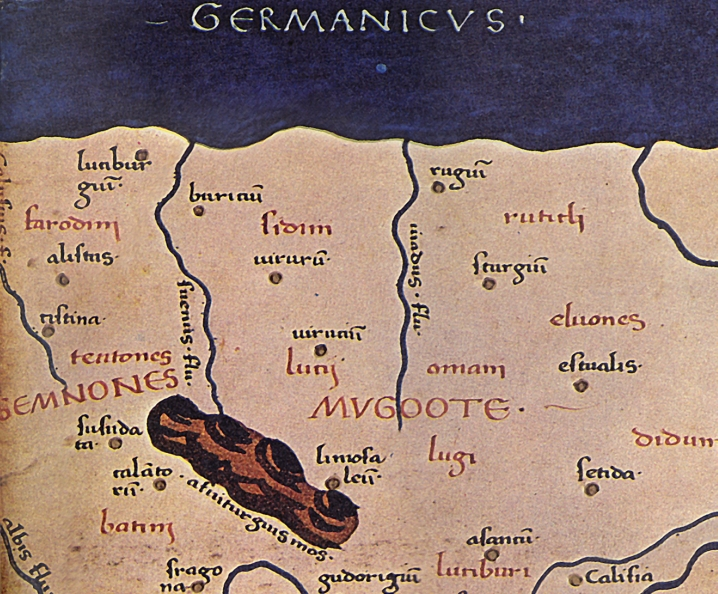
Lage von Rougion nach Ptolemaios

Rougion, auch Rugion (altgriechisch ʽΡογιον; lateinisch Rugium) ist ein Ortsname, der von Ptolemaios in seinem um das Jahr 150 erstellten Koordinatenwerk Geographia (Ptolemaios 2, 11, 12) als einer der im nördlichen Germanien, in der Nähe der Meeresküste liegenden Orte (πόλεις) mit 42° 30' Länge (ptolemäische Längengrade) und 55° 40' Breite angegeben wird.

## Sprachliches
Die Ähnlichkeit mit dem Namen des Volkes der Rugier lässt die historische Forschung annehmen, dass es sich um deren Hauptort handelt. Ptolemaios nennt den Fluss Ouiados lediglich als Grenze zwischen Sidinoi und Routiklioi; Rugier hingegen erwähnt er nicht. Daher wird in der Regel vorausgesetzt, dass das τ in ʽΡουτίκλιοι eine Verlesung für γ ist, so dass der erste Teil als *Rugi- zu rekonstruieren wäre. Diese Rekonstruktion wäre möglich, da die Verwechslung der in der alten Majuskelschrift sehr ähnlichen Buchstaben τ und γ im Archetypus der Geographia und wohl schon bei Ptolemaios und in seinen Quellen sehr häufig vorkommt. Zur Interpretation des *-clii hingegen besteht kein Konsens.
Gerhard Rasch schlägt anders vor, dass es sich bei Rougion (wie auch in einigen anderen Fällen) um einen von Ptolemaios irrtümlich für einen Ortsnamen gehaltenen Völkernamen handeln könnte; dieser Vorschlag wird von anderen Namenforschern nicht gestützt.

## Lokalisation
Bisher konnte der laut Ptolemäus in der Germania magna befindliche Ort nicht sicher lokalisiert werden. Hermann Reichert vermutet Rougion nach den ptolemäischen Angaben als einen küstennahen Ort südlich der Ostseeküste am Fluss Ouiados, einem der Ostseezuflüsse zwischen Oder und Weichsel, gelegen. Im Anklang des Namens Rougion an Rügenwalde (heute Darłowo) an der Wieprza (deutsch: Wipper) sieht Reichert ein Indiz für eine gut mögliche Identifikation des antiken Rougion mit dem heutigen Rügenwalde, da die Gradangaben auch passen würden. In Rougion müsse, so Reichert, ein Handelsweg geendet haben. An welchem der Flüsse dieses Raumes ein Handelsplatz anzunehmen ist, bliebe seitens der Archäologen zu untersuchen.
Ein interdisziplinäres Forscherteam um Andreas Kleineberg, das die ptolemäischen Koordinaten von 2006 bis 2009 neu untersuchte und interpretierte, lokalisiert zur Zeit Rougion auf dem Gebiet bei Miastko (Rummelsburg), eine Stadt die am Fluss Studnica (Stüdnitz) in Hinterpommern in Polen liegt. Die Studnica entspringt südlich bei Miastko und mündet nordwestlich von Broczyna (Brotzen) in die schiffbare Wieprza (Wipper), die wiederum bei Darłówko (Rügenwaldermünde) in die Ostsee fließt.